# St. Johann Baptist (Simmerath)

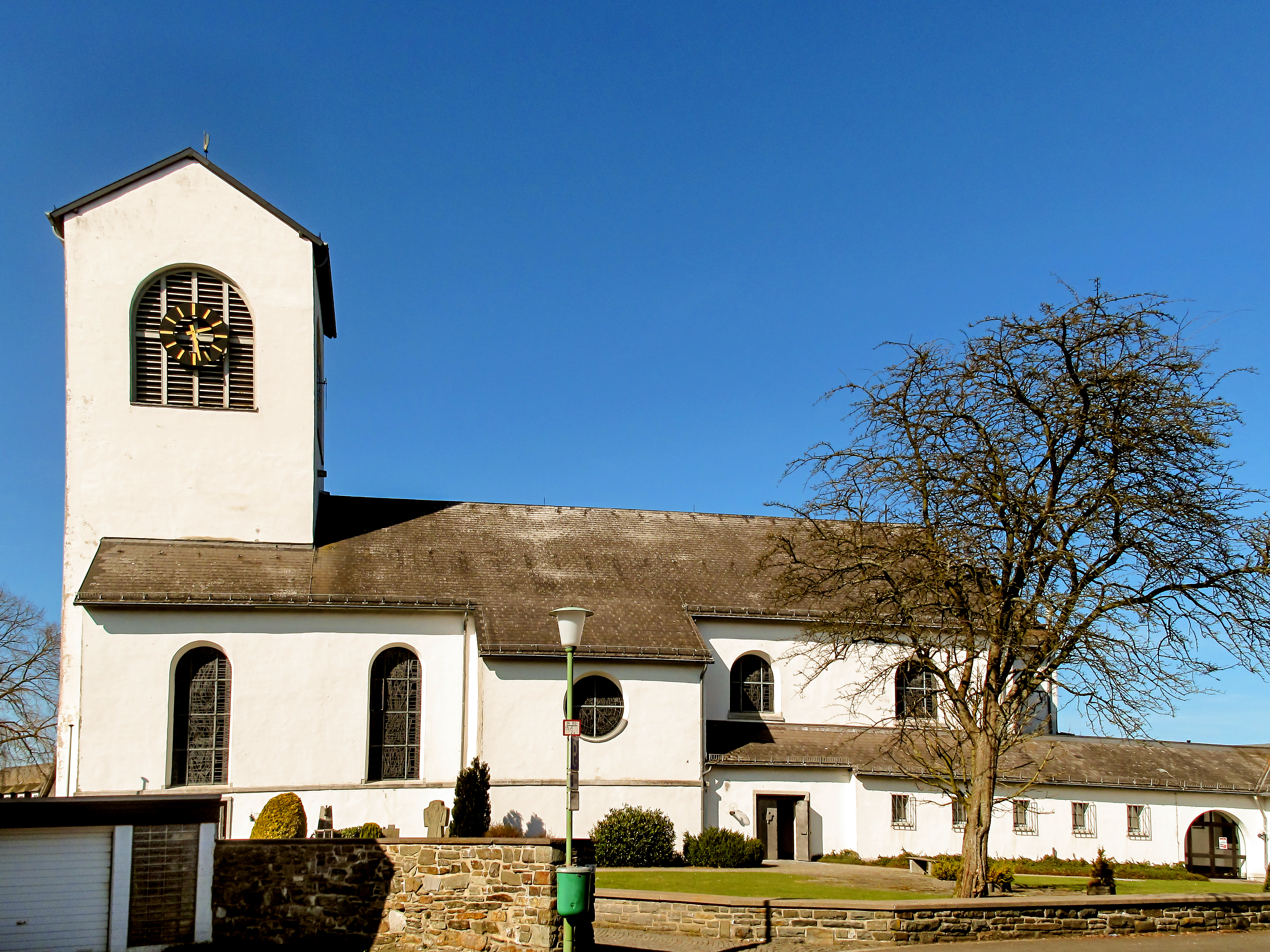
St. Johann Baptist in Simmerath

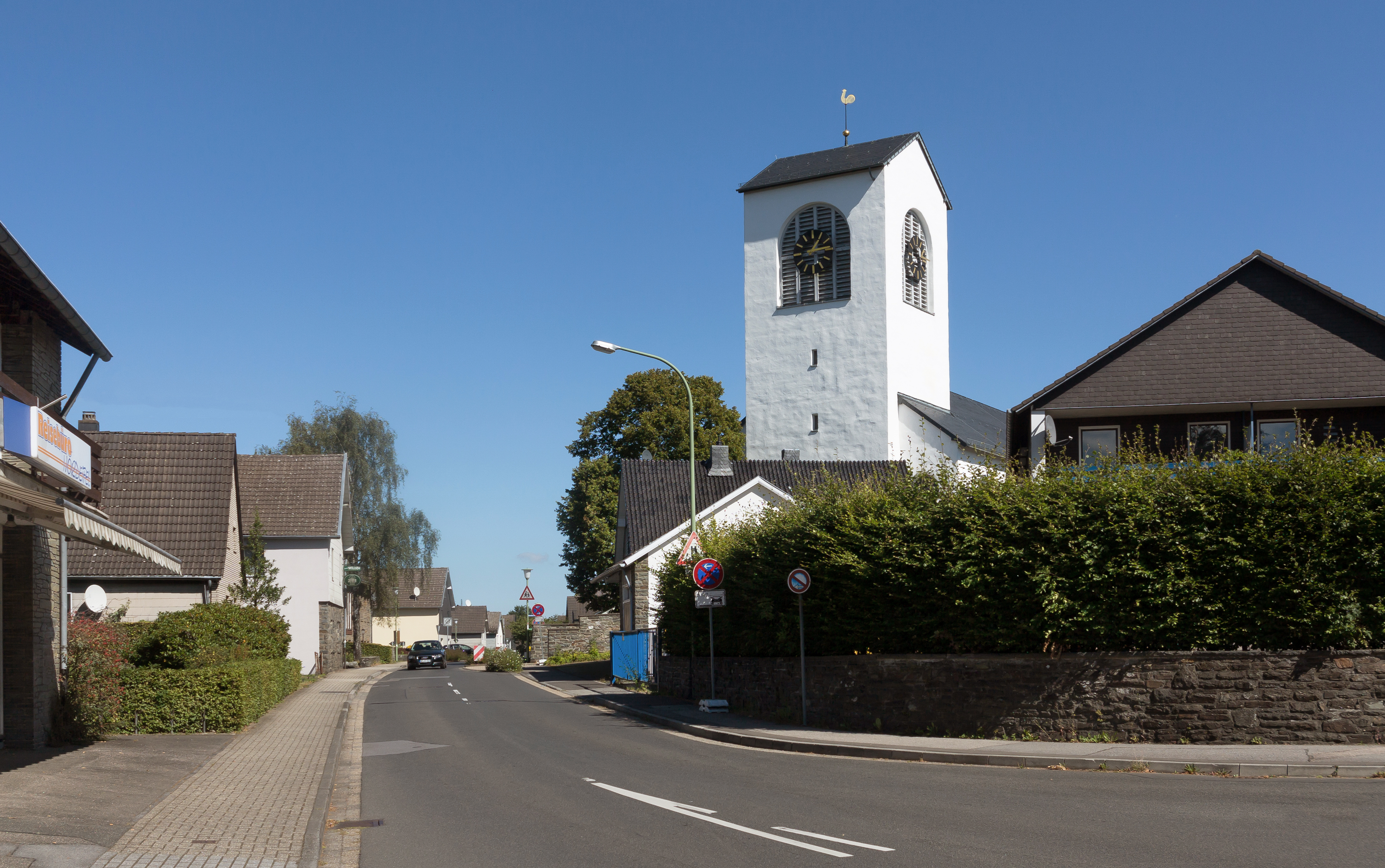
Glockenturm

St. Johann Baptist ist die römisch-katholische Pfarrkirche von Simmerath in der Städteregion Aachen in Nordrhein-Westfalen.

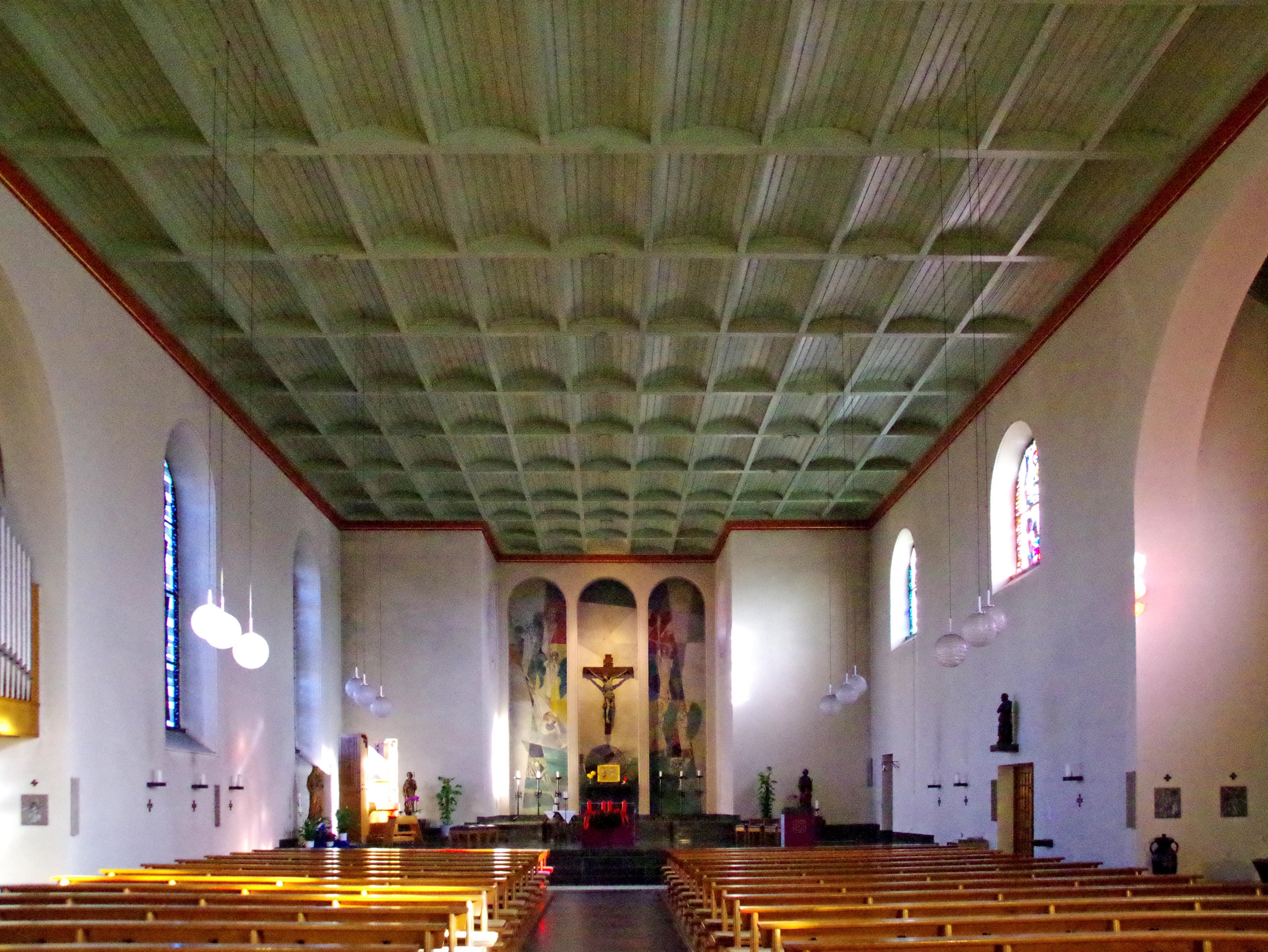
St. Johann Baptist, Innenraum mit Blick zum Altar

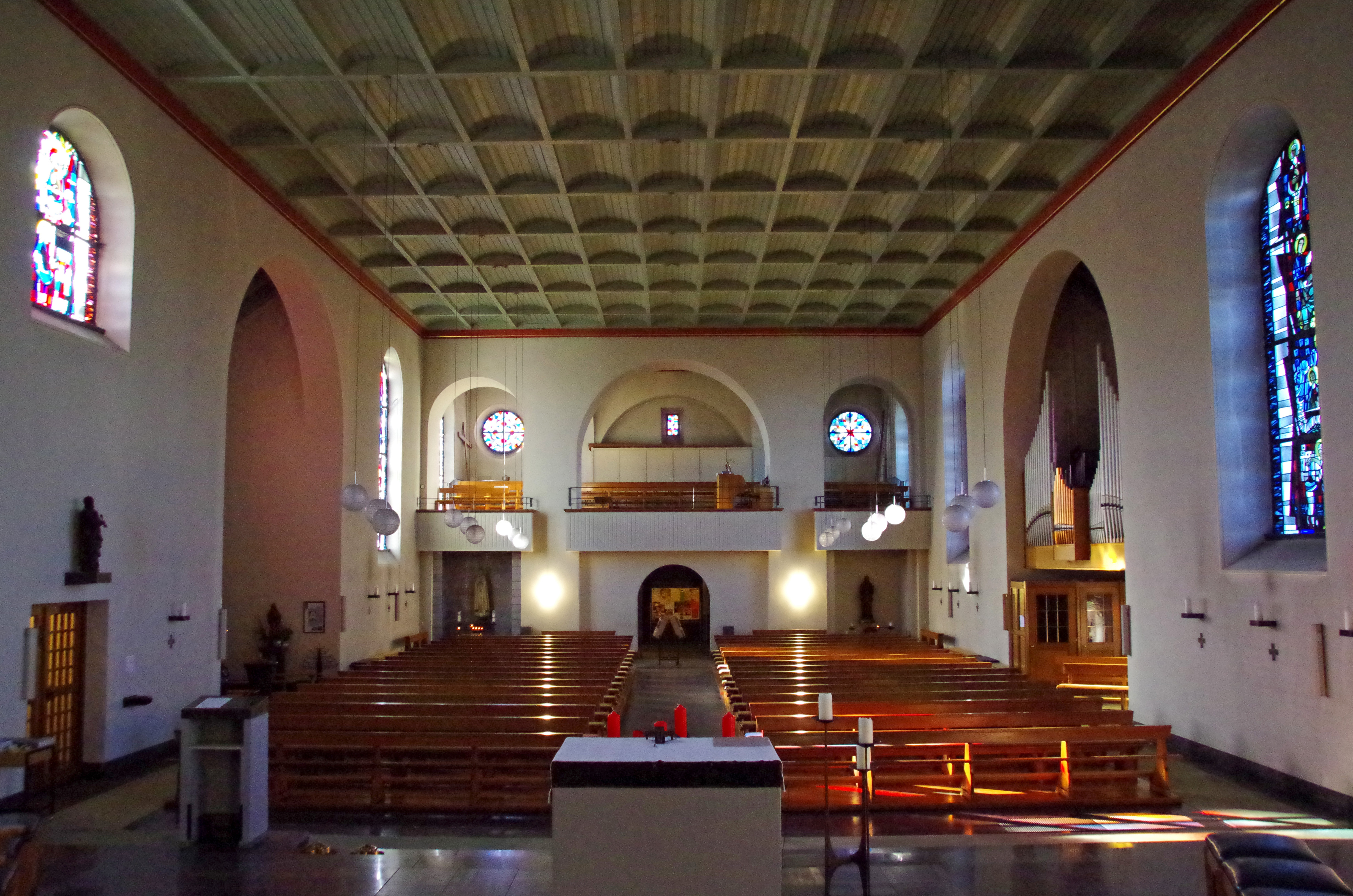
St. Johann Baptist, Blick vom Altar durchs Kirchenschiff

Die Kirche ist dem hl. Johannes dem Täufer geweiht. Zur Pfarrei zählen auch die Filialorte Huppenbroich mit der Christus-König-Kapelle und Paustenbach mit der Kapelle zur Schmerzhaften Muttergottes. Bickerath und Witzerath gehören ebenfalls zum Pfarrbezirk.

## Lage
Das Kirchengebäude befindet sich im Ortszentrum von Simmerath am Kirchplatz.

## Allgemeines
Simmerath gehörte ursprünglich zur Pfarre Konzen. Der Ort wurde allerdings schon vor 1346 und nach 1308 von Konzen abgetrennt und zur eigenständigen Pfarrei erhoben. Im Jahr 1554 sind rund 100 Anhänger der Reformation überliefert und ca. sieben Wiedertäufer. Jedoch konnte sich die Reformation in Simmerath nicht durchsetzten. In den Visitationsprotokollen von 1559 wird von keinen Anhängern der Reformation mehr berichtet. Kollator der Pfarrkirche war bis zur Säkularisation 1802 das Aachener Marienstift.
Im Zuge der Pfarrumschreibungen während der Franzosenzeit wurde das Pfarrgebiet Simmeraths erheblich verkleinert. So wurden die bisherigen Filialen Dedenborn, Kesternich, Lammersdorf, Rurberg, Steckenborn, Schmidt und Vossenack von Simmerath abgetrennt und 1804 zu eigenständigen Pfarreien erhoben. Zudem wurde die Pfarre dem neu gegründeten Bistum Aachen zugeteilt. Zuvor gehörte Simmerath zum Dekanat Zülpich im Erzbistum Köln. 1825 kam Simmerath wieder an das Erzbistum Köln und seit 1930 gehört die Pfarre zum heutigen Bistum Aachen.

## Baugeschichte
In Simmerath hat es bereits im 14. Jahrhundert eine Kirche gegeben, über die jedoch nichts näheres bekannt ist. Vielleicht handelte es sich um eine gotische Kirche. Im Jahr 1661 erhielt diese Kirche einen neuen Chor. Am 30. Juni 1684 wurden ein neuer barocker Hochaltar sowie zwei dazugehörige Nebenaltäre geweiht.
Mitte des 19. Jahrhunderts wurde die Kirche zu klein und ein Neubau erforderlich. So wurde um 1840 das Kirchenschiff und der Chor abgerissen. Nur der Glockenturm blieb erhalten. Zwischen 1840 und 1847 entstand schließlich eine neue Kirche nach Plänen des Aachener Kommunalbaumeisters Christian Wilhelm Ulrich. Die Weihe nahm der Kölner Weihbischof Johann Anton Friedrich Baudri am 25. Juni 1850 vor.
In Folge des Zweiten Weltkriegs wurde die Simmerather Pfarrkirche nahezu vollständig zerstört. 1944 wurde zunächst der mächtige gotische Glockenturm durch deutsche Truppen gesprengt und anschließend durch Bomben- und Granatentreffern auch der Rest der Kirche zerstört. Nur das Untergeschoss des Glockenturms blieb erhalten.
Nach der Beseitigung der Trümmer und Sicherung der Mauerreste des Glockenturmes wurde zwischen 1950 und 1952 die heutige Kirche nach Plänen des Düsseldorfer Architekten Hans Thoma erbaut. Die Weihe des neuen Gotteshauses fand am 13. Dezember 1952 durch den Aachener Weihbischof Friedrich Hünermann statt.

## Baubeschreibung
St. Johann Baptist ist ein einschiffiger Saalbau im modernen Rundbogenstil. Der Chor ist rechteckig und zeigt nach Osten. Kirchenschiff und Chor werden im Innern von einer flachen Holzdecke überspannt. Der Glockenturm ist im Westen eingezogen und besitzt drei Geschosse. Das untere stammt aus dem 14. Jahrhundert und wird von einem Kreuzgratgewölbe überspannt, die beiden oberen entstanden 1952. Kirchenschiff, Chor und Turm besitzen Satteldächer. Der Außenbau ist schlicht und weiß verputzt. Die Kirche hat 210 Sitzplätze.

## Ausstattung
Im Innenraum befindet sich eine moderne Ausstattung aus der Nachkriegszeit. Lediglich ein Missionskreuz aus 1750 und eine Petrusfigur aus dem 18. Jahrhundert haben den Krieg überstanden. Die Buntglasfenster sind Werke des Hinsbecker Glasmalers Johannes Beeck aus dem Jahr 1963. Die Orgel aus dem Jahr 1958 besitzt 26 Register auf zwei Manuale und Pedal verteilt und ist ein Werk der Aachener Orgelbauanstalt Karl Bach.

## Pfarrer
Folgende Pfarrer wirkten bislang an St. Johann Baptist als Seelsorger:
| von – bis | Name             |
| --------- | ---------------- |
| 1917–1950 | August Offermann |
| 1950–1979 | Anton Moritz     |
| 1979–1995 | Franz Matzerath  |
| 1995–2010 | Herman van Gorp  |
| Seit 2010 | Michael Stoffels |